# Schloss Wurschen

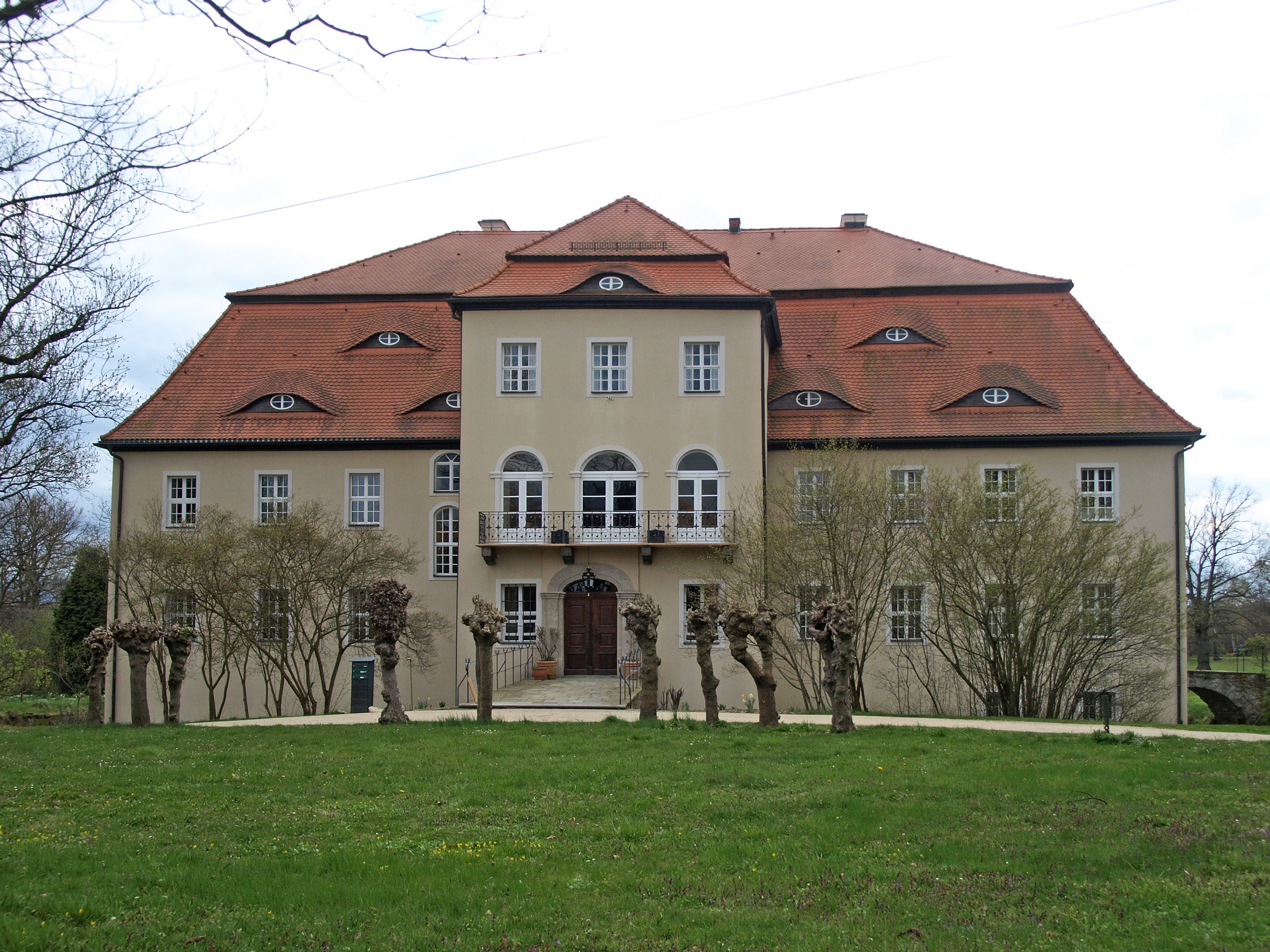
Schloss Wurschen, Nordseite (2015)

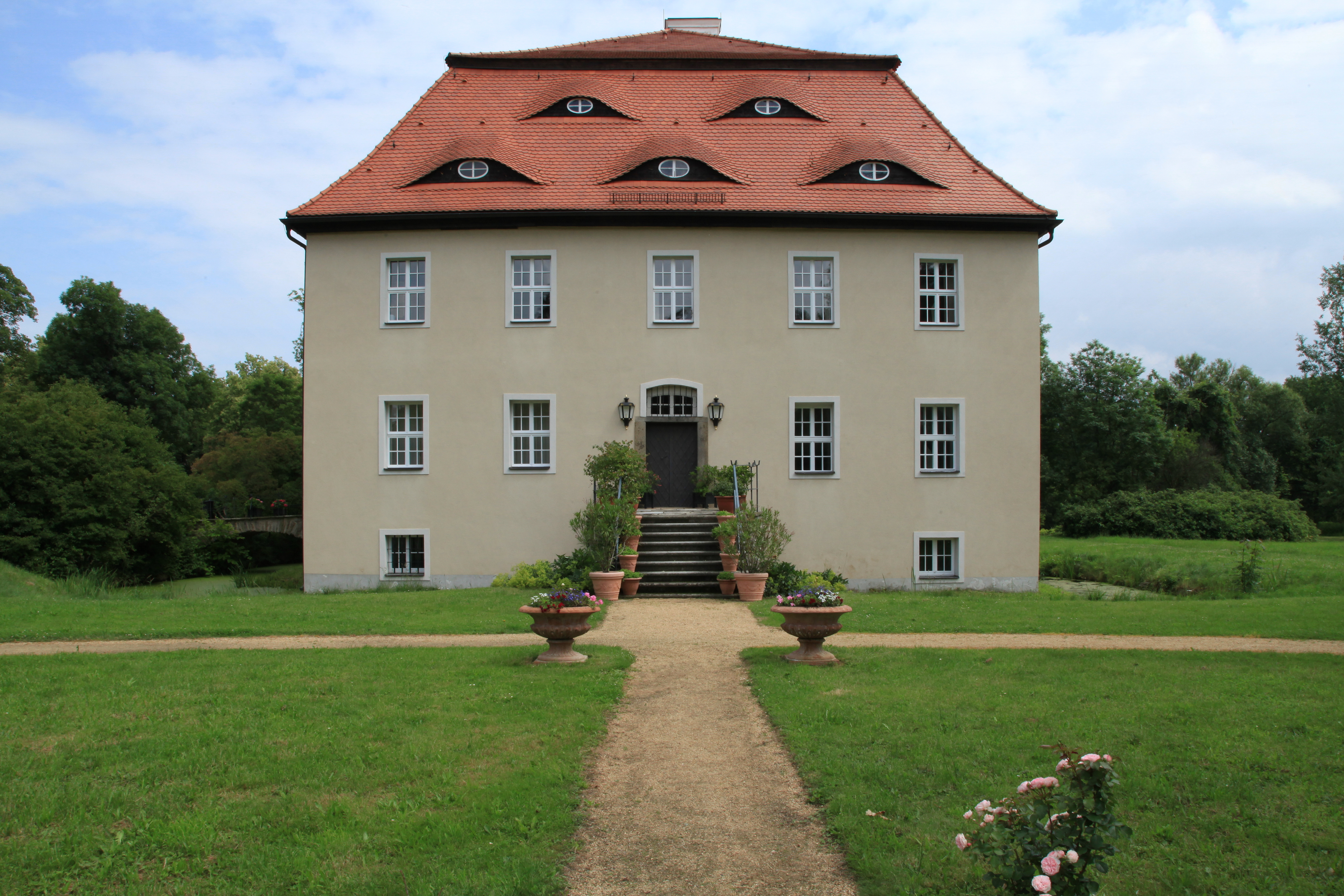
Westwand des Schlosses Wurschen (2012)

Das Schloss Wurschen ist ein Wasserschloss im Ortsteil Wurschen der Stadt Weißenberg im Landkreis Bautzen in der sächsischen Oberlausitz. Das Hauptgebäude des früheren Rittergutes Wurschen wird seit etwa 1997 privat bewohnt und steht aufgrund seiner bau- und ortsgeschichtlichen Bedeutung unter Denkmalschutz.

## Geschichte
Bereits im 11. Jahrhundert gab es im heutigen Wurschen eine Wasserburg. Erstmals erwähnt wurde das Gut im Jahr 1486 als Besitz der Herren von Kittlitz und von Luzan. 1498 wurde das Gut von Caspar von Schley erworben, dieser verkaufte es 1504 an die Herren von Nadelwitz weiter. 1527 wurde Wurschen zum Rittergut erhoben, fünf Jahre später wurde dieses an die Familie von Muschwitz verkauft. Von dieser Zeit an wechselten die Besitzer häufig, bis das Rittergut 1696 in den Besitz der Adelsfamilie von Ziegler und Klipphausen kam.
Das heutige Schloss wurde zwischen 1701 und 1708, nach anderen Quellen im Jahr 1720, unter Rudolph Wilhelm von Ziegler und Klipphausen (1688–1749) im Stil des Spätbarock errichtet. 1762 kam das Rittergut Wurschen an Johann Erdmann von Gersdorff. In der Nacht von 16. auf den 17. Juli 1807 übernachtete der französische Kaiser Napoleon im Schloss Wurschen. Im Vorfeld der Schlacht bei Bautzen während der Koalitionskriege im Mai 1813 diente das Schloss als Hauptquartier der preußischen Armee. Seit 1821 gehörte das Schloss der Witwe Friederike Louise Christiane von Rex-Thielau, die es 1832 an ihre Adoptivtochter Clara-Maria von Rex-Thielau weitergab. Durch deren Hochzeit 1837 mit Theodor Graf von Solms-Sonnenwalde kam das Rittergut in den Besitz der Familie von Solms-Sonnewalde und wurde somit formell Teil der Herrschaft Sonnewalde in der Niederlausitz mit dem weiteren Nebengut Schloss Pouch. 1890 erbte der 1840 in Wurschen geborene Peter Graf zu Solms-Sonnenwalde die Besitzungen des Vaters und führte diese bis 1922 als Freier Standesherr. 1925 betrug die Größe vom Rittergut Wurschen 178 ha, die Nebenbesitzungen in Belgern etwa mit 156 ha und Nechern mit 206 bis 216 ha. Die Angaben des Güter-Adressbuch Sachsen sind nicht in allen, teils auf Selbstangaben beruhenden, Daten konkret. Gutsleiter war der Administrator Keller. Kreditgeber wie die Ritterschaftsbanken gaben den gutsbeitzern Administratoren zumeist als Auflage vor. Der letzte Besitzer Wilhelm Theodor Friedrich Graf zu Solms-Sonnenwalde (1886–1981), verheiratet mit Isabelle Gräfin Bentick (1889–1981), wurde 1945 bei der Bodenreform in der Sowjetischen Besatzungszone enteignet.
Nach dem Ende des Zweiten Weltkrieges wurden zunächst Heimatvertriebene in dem Schloss untergebracht. Danach sollte es zunächst abgerissen werden, was allerdings am Widerstand der Dorfbewohner scheiterte. Stattdessen wurde das Schloss um 1955 saniert und von der Gemeinde Wurschen als Kindergarten, Bücherei und Lebensmittelgeschäft genutzt. 1997 wurde das Schloss von einem Nachfahren der Familie von Solms-Sonnewalde gekauft, und zwar vom direkten Erbe Alfred Graf zu Solms-Sonnenwalde (1932–2022). Dieser ließ das Gebäude bis 2002 sanieren. Das Schloss wird von seinem Eigentümer bewohnt und enthält eine Ferienwohnung. Einige Nebengebäude sind vermietet und ebenfalls bewohnt. Nach dem Gothaischen Genealogischen Handbuch war der Hauptwohnsitz der zu Solms-Sonnenwalde-Wurschen nach 1945 vormals in den Niederlanden.

## Architektur
Das Schloss Wurschen ist ein stattlicher Putzbau mit Mansardwalmdach. An der Nordseite befindet sich ein dreiachsiger Mittelrisalit mit einem segmentbogigen Eingangsportal. An der fünfachsigen Schmalseite hat das Schloss einen rechteckigen Eingang, vor beiden Portalen befinden sich Brücken aus Bruchsteinmauerwerk, die den Wassergraben überspannen. Das Dach ist mit Fledermausgauben versehen.